# Only love can break your heart
Only love can break your heart is een lied van Neil Young. Hij bracht het in 1970 uit op een single en op zijn elpee After the gold rush. Young behaalde er een nummer 33-notering mee in de Billboard Hot 100 en daarnaast kwam het ook in de Nederlandse hitlijsten terecht. Het nummer werd een groot aantal malen gecoverd, met  in de VS en het Verenigd Koninkrijk hits voor Jacky DeShannon, Elkie Brooks, Mint Juleps en Saint Etienne.

## Neil Young
Neil Young bracht zijn nummer in 1970 voor het eerst uit op een single, met Birds op de B-kant. In hetzelfde jaar zette hij hem ook op zijn album After the gold rush.
Op de single laat Young enkele van zijn zwaar klinkende gitaarakkoorden en -solo's horen, afgewisseld met zachte popfolk-melodieën. Op de achtergrond zingt een harmoniekoor die aan het eind de zang in het nummer overneemt.

### Hitnoteringen
In de Verenigde Staten stond het nummer 12 weken in de Billboard Hot 100 genoteerd, met nummer 33 als hoogste notering.
Het nummer kwam ook in de Nederlandse hitlijsten terecht, maar niet in die van België. Veronica riep het uit tot Alarmschijf in 1970. Het nummer is vrijwel jaarlijks terug te vinden in de Top 2000 van NPO Radio 2.
| "Only love can break your heart" in de Nederlandse Top 40 van 28-11-1970 t/m 26-12-1970 | "Only love can break your heart" in de Nederlandse Top 40 van 28-11-1970 t/m 26-12-1970 | "Only love can break your heart" in de Nederlandse Top 40 van 28-11-1970 t/m 26-12-1970 | "Only love can break your heart" in de Nederlandse Top 40 van 28-11-1970 t/m 26-12-1970 | "Only love can break your heart" in de Nederlandse Top 40 van 28-11-1970 t/m 26-12-1970 | "Only love can break your heart" in de Nederlandse Top 40 van 28-11-1970 t/m 26-12-1970 | "Only love can break your heart" in de Nederlandse Top 40 van 28-11-1970 t/m 26-12-1970 |
| Week                                                                                    | 1                                                                                       | 2                                                                                       | 3                                                                                       | 4                                                                                       | 5                                                                                       |                                                                                         |
| --------------------------------------------------------------------------------------- | --------------------------------------------------------------------------------------- | --------------------------------------------------------------------------------------- | --------------------------------------------------------------------------------------- | --------------------------------------------------------------------------------------- | --------------------------------------------------------------------------------------- | --------------------------------------------------------------------------------------- |
| Positie                                                                                 | 21                                                                                      | 18                                                                                      | 18                                                                                      | 28                                                                                      | 28                                                                                      | uit                                                                                     |

| "Only love can break your heart" in de Nederlandse Nationale Hitparade van 28-11-1970 t/m 19-12-1970 | "Only love can break your heart" in de Nederlandse Nationale Hitparade van 28-11-1970 t/m 19-12-1970 | "Only love can break your heart" in de Nederlandse Nationale Hitparade van 28-11-1970 t/m 19-12-1970 | "Only love can break your heart" in de Nederlandse Nationale Hitparade van 28-11-1970 t/m 19-12-1970 | "Only love can break your heart" in de Nederlandse Nationale Hitparade van 28-11-1970 t/m 19-12-1970 | "Only love can break your heart" in de Nederlandse Nationale Hitparade van 28-11-1970 t/m 19-12-1970 |
| Week                                                                                                 | 1 | 2 | 3 | 4 | |
| --- | --- | --- | --- | --- | --- |
| Positie                                                                                              | 29                                                                                                   | 22                                                                                                   | 19                                                                                                   | 20                                                                                                   | uit                                                                                                  |

### NPO Radio 2 Top 2000
| Nummer met noteringen in de NPO Radio 2 Top 2000 | '99 | '00 | '01  | '02 | '03 | '04 | '05 | '06 | '07  | '08 | '09 | '10  | '11  | '12  | '13  | '14  | '15  |
| ------------------------------------------------ | --- | --- | ---- | --- | --- | --- | --- | --- | ---- | --- | --- | ---- | ---- | ---- | ---- | ---- | ---- |
| Only Love Can Break Your Heart                   | 704 | -   | 1061 | 982 | 908 | 884 | 920 | 957 | 1137 | 968 | -   | 1109 | 1404 | 1741 | 1194 | 1451 | 1686 |

1. ↑  Een '-' betekent dat het nummer niet was genoteerd en een vetgedrukt getal geeft de hoogste notering aan.
2. ↑  Deze tabel is bijgewerkt tot en met de laatste editie (2024).

## Covers
Van het lied verschenen een groot aantal covers. Slechts enkele uit de vele vertolkers waren Stephen Stills, The Corrs, Nils Lofgren, Lady Antebellum, Rickie Lee Jones en Natalie Imbruglia. Voor Jacky DeShannon, Elkie Brooks, Mint Juleps en Saint Etienne betekende dit opnieuw een hitnotering in Amerikaanse of Britse hitlijsten.
Een overzicht van andere hitnoteringen is als volgt:
| Jaar | artiest         | land                    | notering |
| ---- | --------------- | ----------------------- | -------- |
| 1972 | Jacky DeShannon | VS (Adult Contemporary) | 38       |
| 1978 | Elkie Brooks    | Verenigd Koninkrijk     | 43       |
| 1986 | Mint Juleps     | Verenigd Koninkrijk     | 62       |
| 1991 | Saint Etienne   | Verenigd Koninkrijk     | 39       |
| 1992 | Saint Etienne   | VS (Hot 100)            | 91       |